# Ferrovia Kufstein-Innsbruck

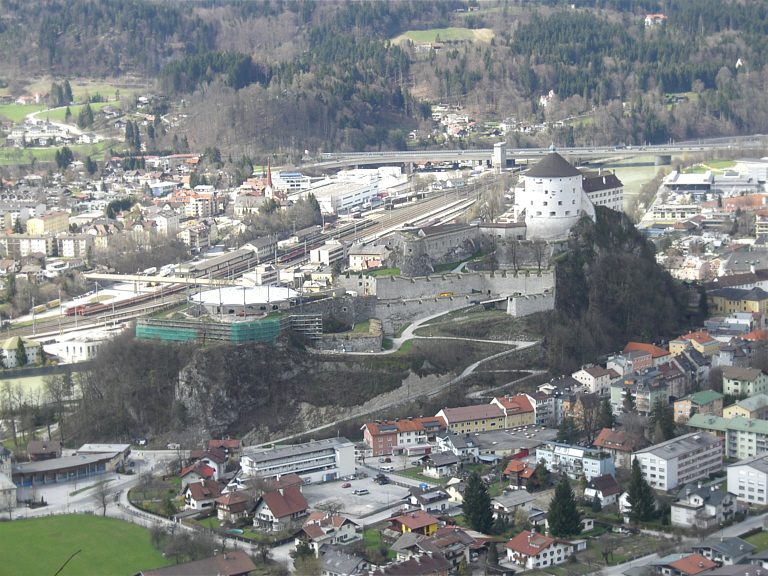
L'inizio della linea ferroviaria a Kufstein

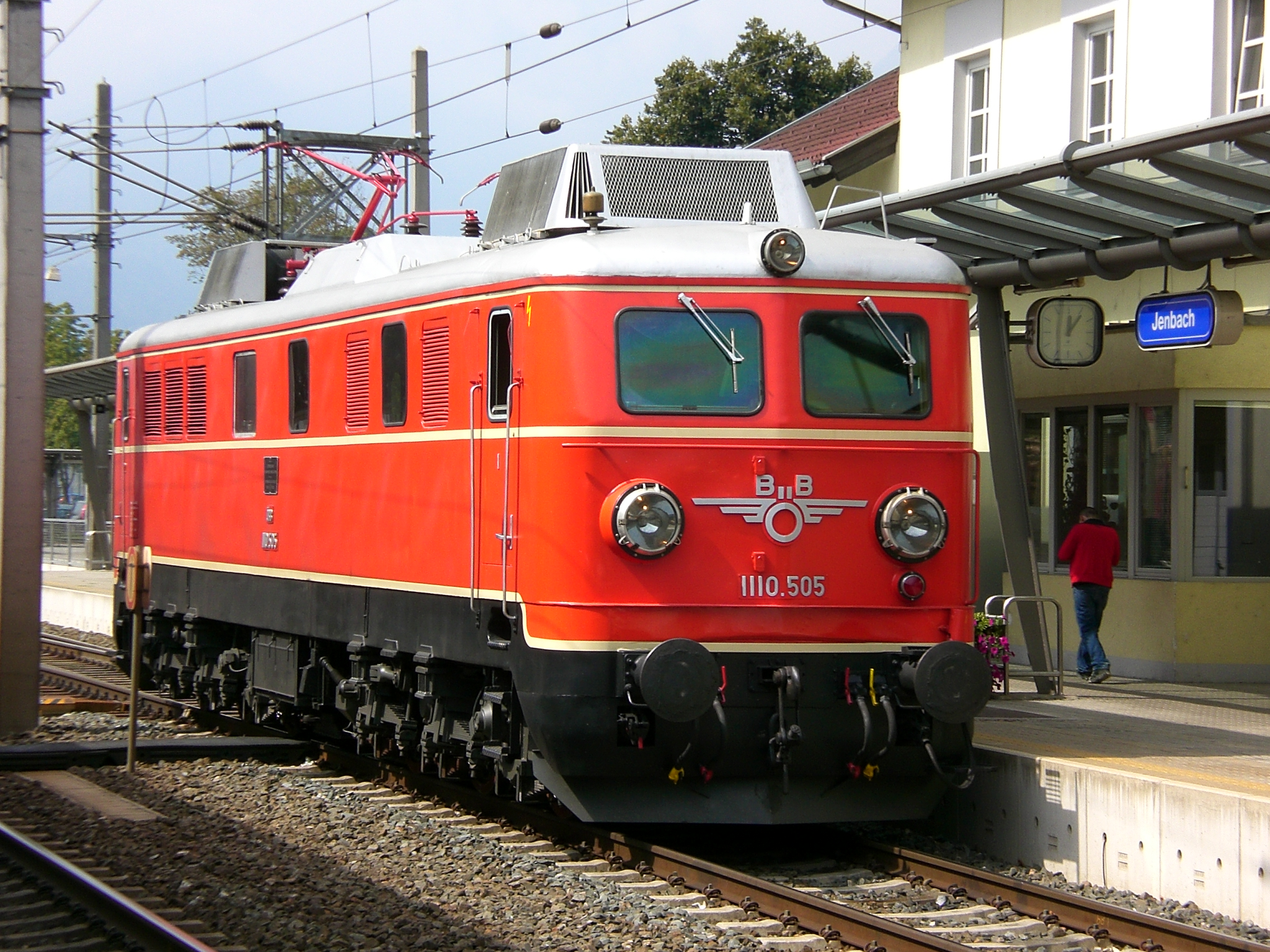
Locomotiva elettrica ÖBB Br1110 in sosta a Jenbach

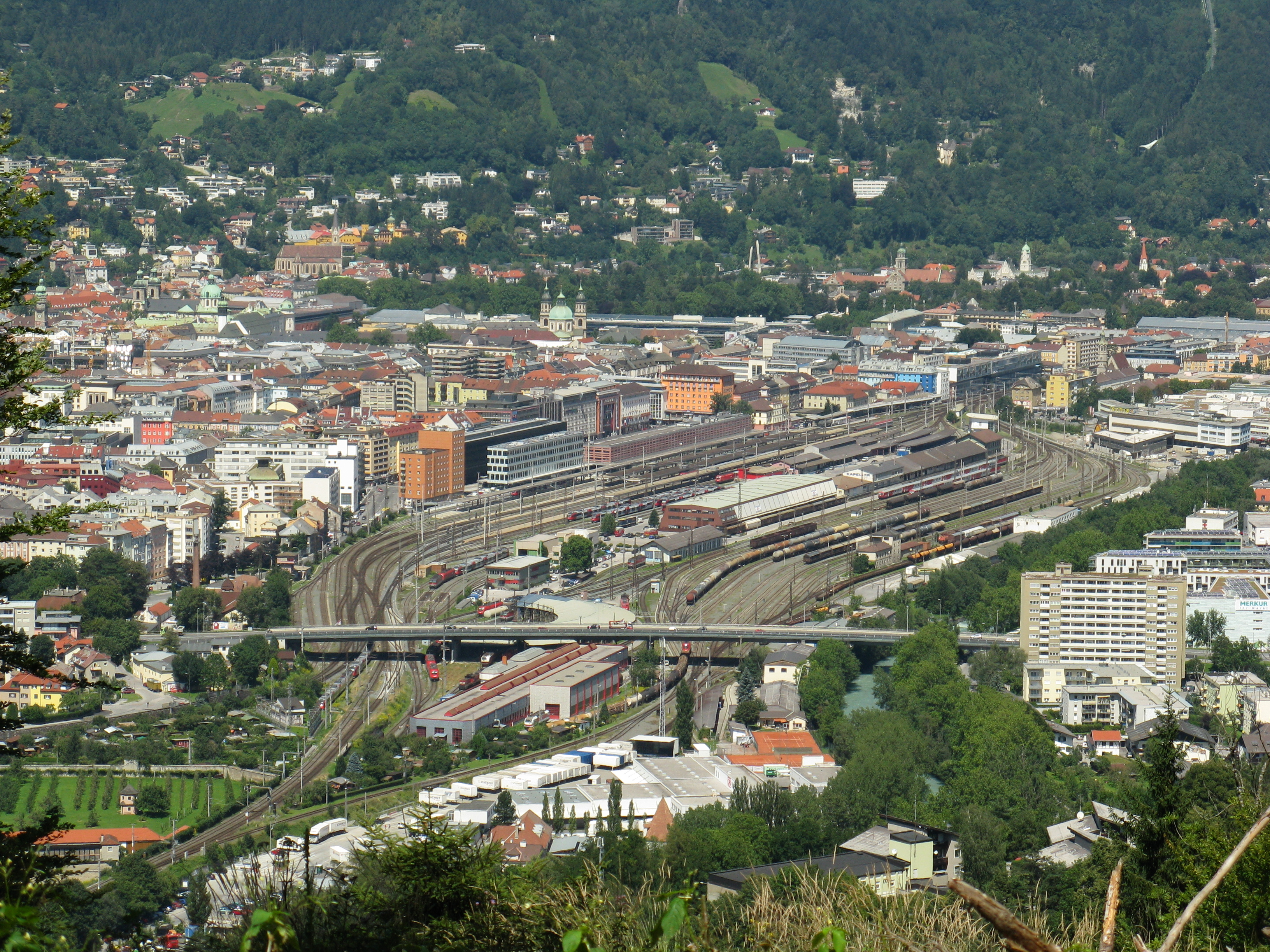
Scalo ferroviario di Innsbruck

La ferrovia Kufstein–Innsbruck (in tedesco Unterinntalbahn, ferrovia della Bassa valle dell'Inn), è una delle linee ferroviarie più importanti dell'Austria e parte fondamentale dell'asse di interesse europeo Berlino-Palermo (TEN-T). È a doppio binario ed elettrificata a 15 kV a corrente alternata. È gestita dalle Ferrovie Federali dell'Austria.

## Storia
La linea è stata la prima ferrovia dell'Austria occidentale; venne inaugurata il 24 novembre 1858. L'imperatore Francesco Giuseppe aveva concesso il "privilegio" per la sua costruzione nel 1853 alla società Tiroler Staatsbahn, riconoscendone il carattere di fondamentale importanza, soprattutto militare, per le comunicazioni con il Regno Lombardo-Veneto. L'inizio venne stabilito a Kufstein, alla frontiera nord come continuazione della ferrovia Rosenheim-Kufstein e il suo tracciato lungo 74,9 km, venne allocato lungo la vallata del fiume Inn fino alla stazione di Innsbruck. La direttrice venne completata con la ferrovia del Brennero per congiungere Innsbruck a Verona ma questa tuttavia tardò per vari motivi ad essere ultimata entro i tempi previsti. Nel 1994, fu aperto al traffico un raccordo che permette ai treni merci di by-passare la stazione di Innsbruck immettendosi direttamente sulla linea per Verona.
Allo scopo di incrementare la capacità e in preparazione al completamento della galleria di base del Brennero, i cui lavori sono iniziati nel 2007, nel dicembre 2012 è stata aperta al traffico ferroviario una variante ad alta velocità tra i punti di interconnessione di Radfeld, a ovest della stazione di Wörgl, e Fritzens-Wattens, che si trova nel punto in cui si dirama il raccordo merci aperto nel 1994. A Stans, una località ad ovest della stazione di Jenbach, è presente un'interconnessione intermedia. Attualmente, sono in progetto altre due varianti: la prima partirà dall'interconnessione di Radfeld e arriverà presso quella di Schaftenau, una cittadina alle porte di Kufstein, mentre la seconda partirà da Schaftenau e arriverà sulla ferrovia Rosenheim-Kufstein presso la cittadina di Niederaudorf, by-passando così la stazione di Kufstein. La maggior parte del nuovo tracciato si svolge in tunnel, anche in merito al rispetto ecologico della vallata dell'Inn. Il tracciato è progettato per un traffico misto fino a 250 km/h ed è prevista l'installazione dell'ETCS di 2º Livello.

## Caratteristiche
La linea riveste un carattere di primaria importanza sia per le ferrovie dell'Austria che a livello internazionale; a Kufstein infatti è collegata la direttrice proveniente da Monaco di Baviera realizzando il collegamento con la Germania centrale. A Innsbruck oltre al collegamento con l'importante Ferrovia del Brennero avviene anche il collegamento con Bludenz e la Svizzera attraverso il Traforo ferroviario dell'Arlberg. A Wörgl la linea riceve il traffico proveniente da Salisburgo e Vienna, mentre nella stazione di Jenbach avviene l'interscambio con le ferrovie a scartamento ridotto della Zillertal e dell'Achensee. La linea è tutta a doppio binario, a scartamento normale, e a trazione elettrica a corrente alternata monofase a bassa frequenza (16,7 Hz) ed è gestita dalla Österreichische Bundesbahnen (ferrovie federali austriache).

## Percorso
|  | Straight track |

|  | Restricted border on track |

| 31,8  |
| 0,000 |

|  | Underbridge |

|  | Station on track |

|  | Underbridge |

|  | Unknown route-map component "eABZgl" |

|  | Underbridge |

|  | Unknown route-map component "eHST" |

|  | Stop on track |

|  | Unknown route-map component "ABZgr" |

|  | Track change |

|  | Stop on track |

|  | Unknown route-map component "eABZg+r" |

|  | Unknown route-map component "eBST" |

|  | Unknown route-map component "eABZgr" |

|  | Underbridge |

|  | Unknown route-map component "hKRZWae" |

|  | Unknown route-map component "KMW" |

| 11+600 |
| 11+809 |

|  | Station on track |

|  | Underbridge |

|  | Unknown route-map component "ABZg+l" |

|  | Station on track |

|  | Non-passenger station/depot on track |

|  | Non-passenger station/depot on track |

|  | Stop on track |

|  | Non-passenger station/depot on track |

|  | Station on track |

|  | Unknown route-map component "eABZg+r" |

|  | Small non-passenger station on track |

|  | Unknown route-map component "ABZgl" |

|  | Track change |

|  | Stop on track |

|  | Enter and exit tunnel |

|  | Station on track |

|  | Unknown route-map component "hKRZWae" |

|  | Track change |

|  | Stop on track |

|  | Unknown route-map component "KRZt" |

|  | Enter and exit tunnel |

|  | Unknown route-map component "KRZt" |

|  | Straight track | Unknown route-map component "STR+l" |

| Unknown route-map component "STR+r" | Straight track | Straight track |

| Unknown route-map component "KXBHFe-L" | Unknown route-map component "XBHF-M" | Unknown route-map component "KXBHFe-R" |

|  | Unknown route-map component "xABZgl" | Unknown route-map component "STR+r" |

|  | Unknown route-map component "exWBRÜCKE1" | Small bridge over water |

|  | Unknown route-map component "exSTR" | Unknown route-map component "ABZg+l" |

|  | Unknown route-map component "exSTR" | Small non-passenger station on track |

|  | Unknown route-map component "exSTR" | Unknown route-map component "ABZgl" |

|  | Unknown route-map component "exÜST" | Straight track |

|  | Unknown route-map component "exSTR" | Stop on track |

|  | Unknown route-map component "exHST" | Straight track |

|  | Unknown route-map component "exSTR" | Unknown route-map component "tSTRa" |

|  | Unknown route-map component "exWBRÜCKE1" | Unknown route-map component "tKRZW" |

|  | Unknown route-map component "exTUNNEL1" | Unknown route-map component "tSKRZ-A" |

|  | Unknown route-map component "exSTR" | Unknown route-map component "tKRZto" |

|  | Unknown route-map component "exSTR" | Unknown route-map component "tSTRe" |

|  | Unknown route-map component "xABZg+l" | One way rightward |

|  | Station on track |

|  | Stop on track |

|  | Track change |

|  | Track change |

|  | Stop on track |

|  | Station on track |

|  | Stop on track |

|  | Unknown route-map component "KRZt" |

|  | Unknown route-map component "ABZg+l" |

|  | Small non-passenger station on track |

|  | Unknown route-map component "ABZgl" |

|  | Track change |

|  | Station on track |

|  | Stop on track |

|  | Stop on track |

|  | Track change |

|  | Unknown route-map component "ABZgr" |

|  | Unknown route-map component "hKRZWae" |

|  | Unknown route-map component "eHST" |

|  | Station on track |

|  | Unknown route-map component "ABZgl" |